# باکسپورت، مین
باکسپورت (به انگلیسی: Bucksport) شهری در ایالت مین کشور ایالات متحده آمریکا است که جمعیت آن در سرشماری سال ۲۰۱۰ میلادی، ۲٬۸۸۵ نفر بوده‌است.

## نگارخانه

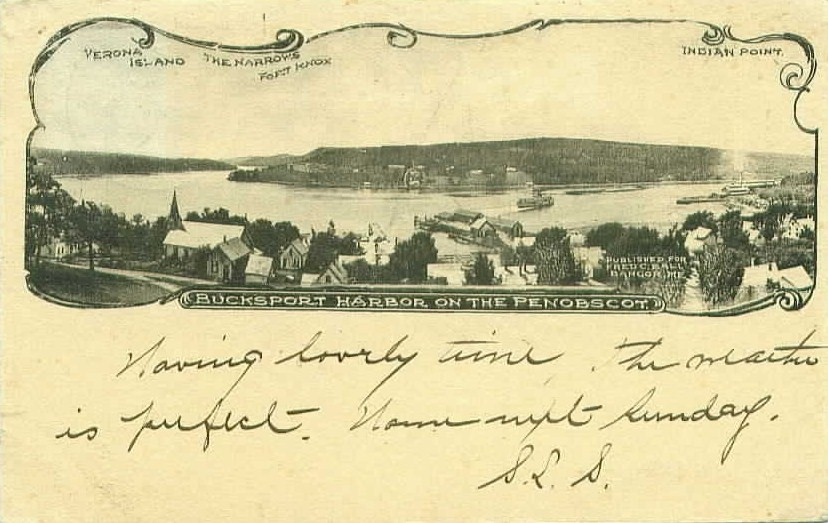
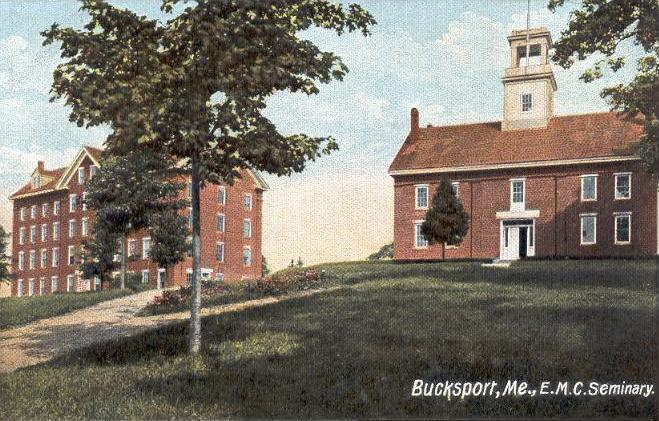
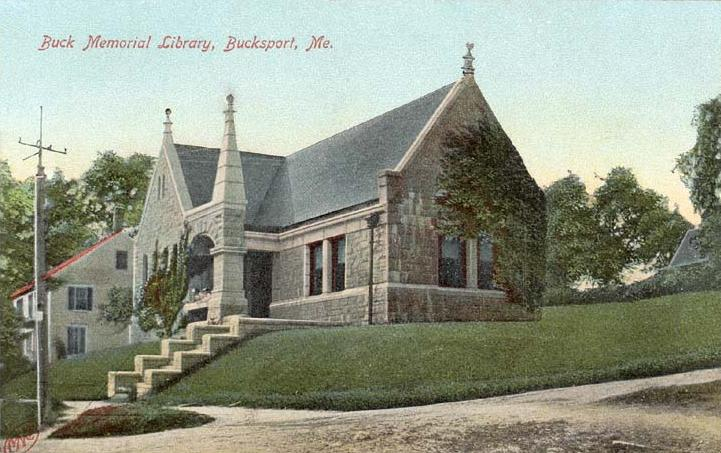
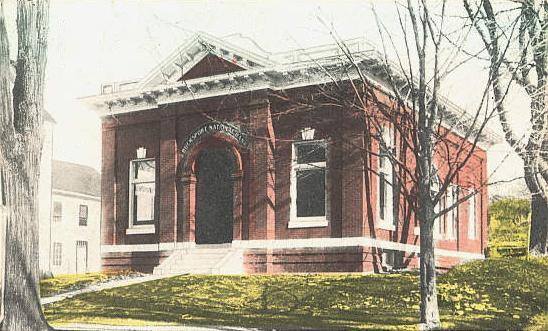